# Applescript
Applescript (av Apple marknadsfört som AppleScript) är ett skriptspråk av Apple Computer som används i Mac OS Classic och Mac OS.
Med hjälp av Manusredigeraren i Mac OS kan man göra program i Applescript.

## Exempelprogram
Här är ett enkelt program som Säger 'Hi, my name is Anna' och skickar besökaren till svenskspråkiga Wikipedia via Firefox:
```
set
 
hej
 
to
 
"Hi, my name is Anna."

say
 
hej

tell
 
application
 
"Firefox"

	
activate

	
Get
 
URL
 
"http://sv.wikipedia.org"

end
 
tell

```